# Yantin-hamu
Yantin-hamu war ein König von Byblos um 1750 v. Chr., der auf Tontafeln, die sich im Archiv von Mari fanden, erwähnt wird. Er war damit ein Zeitgenosse von Zimri-Lim von Mari und Hammurapi aus Babylon. Ein Herrscher von Byblos in der ägyptisch-hieroglyhischen Schreibung Inten wird auch auf einem Relief aus Byblos genannt und ist von verschiedenen Siegeln her bekannt. Auf dem Relief erscheint er zusammen mit dem ägyptischen König Neferhotep I. Angenommen, dass Inten und der in Keilschrift geschriebene Yantin-hamu identisch sind, ergibt sich über diesen Herrscher der früheste Synchronismus zwischen Ägypten und dem Zweistromland.
Siehe auch: Liste der Könige von Byblos